# Sonnenuhren-Spinne
Eine Sonnenuhren-Spinne ist eine Sonnenuhr mit einem auf dem Zifferblatt senkrecht fixierten schattenwerfenden Stab. Vom Fußpunkt des Stabes gehen ungerade Stundenlinien aus, die an die Beine einer an diesem Punkt sitzenden Spinne erinnern.

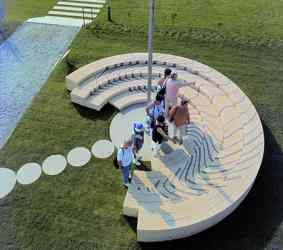
Horizontale Sonnenuhren-Spinne für MEZ (mit Zeitausgleich), Zifferblatt auf vier Ebenen (je eine pro Jahreszeit)

Vertikale Sonnenuhrenspinne (Vormittag) für wahre Ortszeit. Innenteil und Außenband sind eine kanoniale Sonnenuhr

Bei horizontalem Zifferblatt und vertikalem Schattenwerfer handelt es sich um eine Azimutale Sonnenuhr. Die Schattenrichtung ist die Gegenrichtung zum Sonnen-Azimut, zum Beispiel eine nördliche, wenn die Sonne eine südliche Richtung hat. Die Tageszeit ist eine Funktion des Sonnen-Azimuts und der Sonnen-Höhe. Letztere wird zusätzlich erfasst, indem lediglich ein Punkt des Stabschattens abgelesen wird. Als Parameter dient der Deklinationswinkel der Sonne: Das Zifferblatt ist meistens mit konzentrischen, mit der Deklination beziehungsweise mit dem zugehörenden Datum im Jahr codierten Kreisen versehen. Die Tageszeit wird dort abgelesen, wo der Stabschatten den momentan gültigen Datumskreis schneidet. Im allgemeinen Fall ist zweidimensional zu interpolieren, sowohl zwischen zwei benachbarten Stundenlinien als auch zwischen zwei benachbarten Datumskreisen. Im Zifferblatt ist als Gerätekonstante die geografische Breite eingearbeitet.
Zur Anzeige der Wahren Ortszeit (WOZ) können die Datumskreise für je zwei Jahresdaten verwendet werden, denn die Deklination der Sonne hat zweimal im Jahr denselben Wert. Eine solche Sonnenuhren-Spinne wurde wahrscheinlich schon von Gerbert von Aurillac – dem späteren Papst Silvester II. – hergestellt.
Sonnenuhren-Spinnen sind ohne großen Aufwand auch für Mittlere Ortszeit (MOZ) oder Zonenzeit (zum Beispiel MEZ) geeignet. Die Zahl der Datumskreise ist doppelt so hoch, denn der Zeitausgleich hat erst nach einem ganzen Jahr wieder den gleichen Wert. Die Stundenlinien erinnern – wie eine Zeitgleichungs-Diagrammlinie – wegen ihres mehrfachen Hin- und Herschlängelns besonders deutlich an Spinnenbeine (Bild links).
Sonnenuhren-Spinnen gibt es auch mit vertikalem Zifferblatt und horizontalem Schattenstab. Sie sind verbesserte Kanoniale Sonnenuhren (Bild rechts).